# 常燈寺
常燈寺（常灯寺：じょうとうじ）は、千葉県銚子市にある真言宗智山派の寺院。山号は常世田山。本尊は薬師如来であり、地名から常世田薬師（とこよだやくし）とも呼ばれる。

## 歴史
この寺の創建年代等については不詳であるが、言い伝えによれば行基によって開創された寺と伝えられる。

## 文化財
重要文化財（国指定）
- 木造薬師如来坐像

千葉県指定有形文化財
- 本堂

## 所在地
- 千葉県銚子市常世田町53-1